# New Boston (Ohio)
New Boston è un villaggio degli Stati Uniti d'America della contea di Scioto nello Stato dell'Ohio. La popolazione era di 2,272 persone al censimento del 2010. A parte il confine meridionale sul fiume Ohio, New Boston è interamente circondata dalla città di Portsmouth.

## Geografia fisica
New Boston è situata a 38°45′11″N 82°56′09″W (38.753049, -82.935819).
Secondo lo United States Census Bureau, ha un'area totale di 1,14 miglia quadrate (2,95 km²).

## Storia
New Boston fu pianificata il 17 febbraio 1891 da James Skelton, A.T. Holcomb, e M. Stanton. Il villaggio deve il suo nome alla città di Boston, la capitale del Massachusetts, da dove provenivano la maggior parte dei primi coloni.

## Società

### Evoluzione demografica
Secondo il censimento del 2010, c'erano 2,272 persone.

### Etnie e minoranze straniere
Secondo il censimento del 2010, la composizione etnica del villaggio era formata dal 96,0% di bianchi, l'1,1% di afroamericani, lo 0,3% di nativi americani, lo 0,3% di asiatici, lo 0,3% di altre razze, e il 2,1% di due o più etnie. Ispanici o latinos di qualunque razza erano lo 0,9% della popolazione.